# Arnold Palmer
Arnold Daniel Palmer (ur. 10 września 1929 w Latrobe, zm. 25 września 2016 w Pittsburghu) – amerykański golfista.
Od lat 50. czołowy zawodnik świata. Czterokrotny zwycięzca prestiżowego turnieju US Masters – 1958, 1960, 1962 i 1964. Wygrywał również British Open w 1961 i 1962 oraz US Open w 1960. W 1960 magazyn "Sports Illustrated" przyznał mu tytuł Sportowca Roku.
W 2000 został sklasyfikowany na szóstym miejscu wśród najlepszych golfistów wszech czasów przez magazyn Golf Digest.
W 2004 po raz ostatni ukończył Masters Tournament. Był wolnomularzem.
30 września 2009 w uznaniu zasług dla narodu w promowaniu doskonałości i dobrej sportowej rywalizacji w golfie, został uhonorowany Złotym Medalem Kongresu (Congressional Gold Medal) - jednym z najwyższych odznaczeń cywilnych w Stanach Zjednoczonych.
Zmarł 25 września 2016 w Shadyside Hospital w Pittsburghu.